# Hundua
Die Hundua war früher das kleinste Volumenmaß für trockene Waren auf Ceylon und in der Großstadt Colombo. 
Es stand für eine Handvoll, einem sehr ungenauen einheimischen Maß. Die Verwendung dieses Maßes lässt sich nur aus der geringen Kenntnis (zeitbezogen) der Bevölkerung von Eichmaßen nach europäischem Vorbild erklären. Auch die Teilung des Amomams in 8 beziehungsweise 16 Pherras im nördlichen Landesteil beeinflusste die abhängigen Maße. Die Hundua galt als sogenanntes Grundmaß.
- 1 Handvoll = 2 Hunduas/Hundias = 1 Nellea = etwa 0,8 Liter
- 1 Amonam/Ammomam = 4 Palas = 40 Lochoo lahas = 60 Punchy lahas = 240 Nelleas = 480 Hunduas = 203,4 Liter[3] (= 203,52 Liter[4])